# Robert Foley

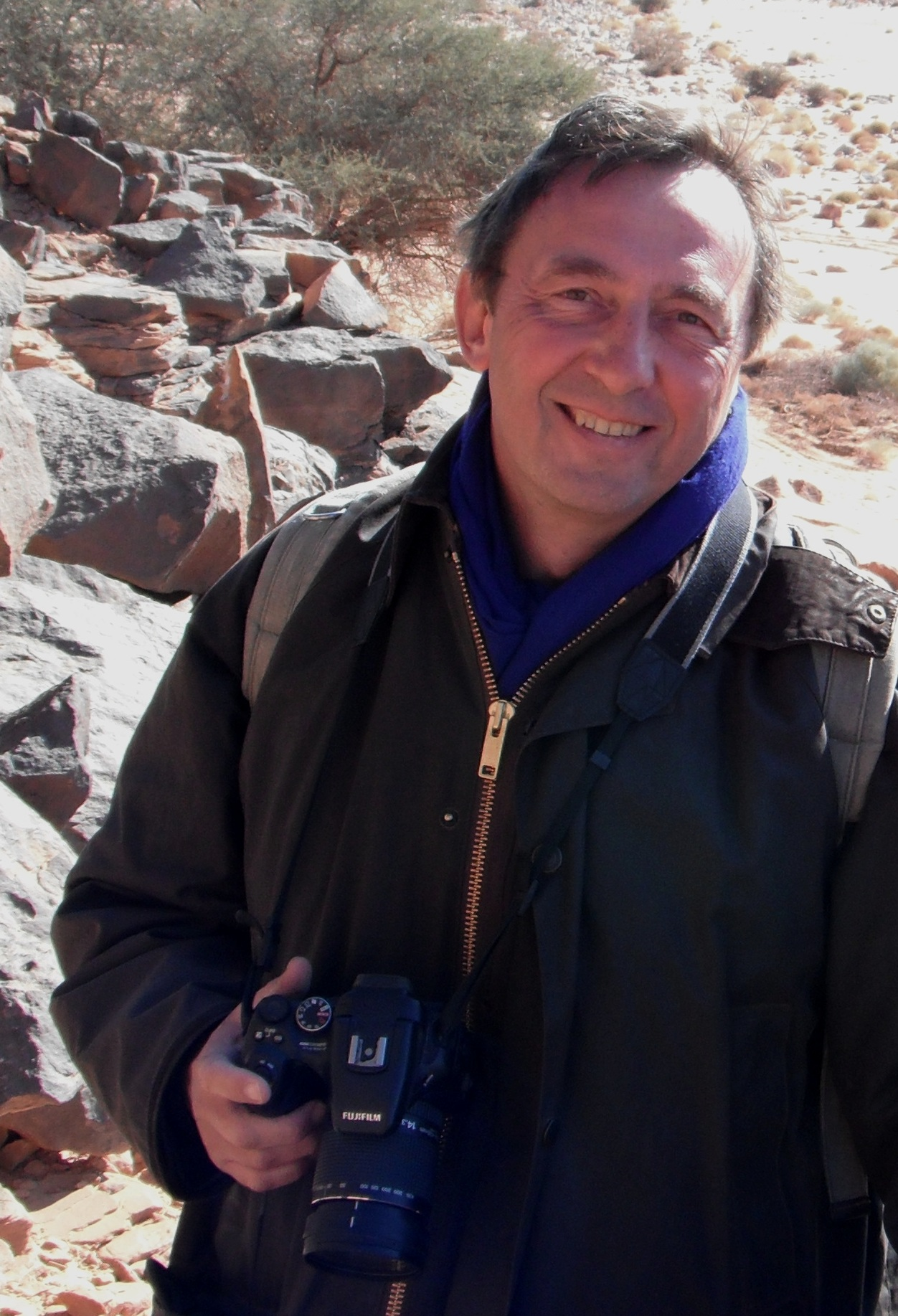
Robert Foley, 2011

Robert Andrew Foley (* 18. März 1953 in Sussex, England) ist ein britischer Archäologe und Paläoanthropologe. Seit 1987 ist er Fellow des King’s College in Cambridge und seit 2003 Leverhulme-Professor für die Evolution des Menschen an der University of Cambridge.

## Leben
Robert Foley ist der Sohn von Nelson und Jean Foley. Er besuchte das Ardingly College in Ardingly, West Sussex, und studierte am Peterhouse-College der University of Cambridge, wo er den Magister-Abschluss und danach den Grad des Doctor of Philosophy (Ph.D.) im Fach Archäologie erwarb. Von 1977 bis 1985 war er Lecturer für Anthropologie an der University of Durham. Danach wechselte er an das Institut für Biologische Anthropologie der University of Cambridge und war dort bis 1998 ebenfalls als Lecturer tätig. Von 1998 bis 2003 war er in diesem Institut als Reader beschäftigt, seit 2003 als Professor.
Gemeinsam mit der Paläoanthropologin Marta Mirazón Lahr und finanziell gefördert durch Leverhulme Trust und Wellcome Trust gründete er im Jahr 2001 in Cambridge das Leverhulme Centre for Human Evolutionary Studies und war dessen Gründungsdirektor. Das Zentrum beherbergt die Sammlung des britischen Anatomen Wynfrid Duckworth (1870–1956) sowie Laboratorien und andere Einrichtungen zur Unterstützung der Forschung im Bereich der Evolution des Menschen.
Foley ist seit 2007 Mitglied der British Academy.

## Forschung
Foley forschte zu vielen Aspekten der Evolutionstheorie, der Stammesgeschichte des Menschen, der Urgeschichte und – in jüngerer Zeit – der evolutionären Humangenetik. Seine frühen Arbeiten befassten sich insbesondere mit dem Later Stone Age in Ostafrika, wo er die von ihm so benannte Off-Site-Archäologie entwickelte und 1981 der Fachwelt vorstellte, ein Modell, das den damals üblichen Fokus der Archäologen und Paläoanthropologen von den als Fundstätten bezeichneten, lokalen Anhäufungen archäologischer Artefakte auf die Gebiete zwischen solchen Fundstätten lenkte; die archäologischen Überlieferungen können demnach Foley zufolge durch eine variable Artefaktdichte in einer Landschaft beschrieben werden.
In seinen Arbeiten über die Evolution des Menschen betonte er die evolutionsökologischen Aspekte, in dem Sinne, dass die evolutionären Anpassungen als Lösungen für Probleme interpretiert werden können, mit denen die Hominini in ihrer jeweiligen Umwelt konfrontiert waren. In diesem Zusammenhang hat Foley auch den Einfluss des Klimas auf den evolutionären Wandel untersucht.
Ab den 1990er-Jahren erforscht Foley zusammen mit Marta Mirazón Lahr das Entstehen der Diversität des anatomisch modernen Menschen im Verlauf der Evolution und befasst sich mit der Rekonstruktion der Ausbreitung des Menschen aus Afrika.
Gemeinsam mit Marta Mirazón Lahr hat Foley Forschungsaufenthalte und archäologische Ausgrabungen auf den Salomonen, in der Zentralsahara und in Kenia geleitet. Westlich des Turkana-Sees untersuchten sie beispielsweise die Besiedelung der Region während des Quartärs und stießen dabei auf die Überreste des Massakers von Nataruk. Zudem befasst er sich mit Hypothesen zur Evolution der kognitiven Fähigkeiten des Menschen.

## Schriften (Auswahl)
- Hominid Evolution and Community Ecology: Prehistoric Human Adaptation in Biological Perspective. AP Professional, 1984, ISBN 978-0-12261920-5.
- Another Unique Species: Patterns in Human Evolutionary Ecology. Pearson Education, 1987, ISBN 978-0-58244690-8.
- mit Valerie Standen (Hrsg.): Comparative Socioecology: The Behavioural Ecology of Humans and Other Mammals. Blackwell Science, 1989, ISBN 978-0-63202361-5.
- Humans Before Humanity. Wiley-Blackwell, 1997, ISBN 978-0-631-20528-9.
  - Menschen vor Homo sapiens. Wie und warum unsere Art sich durchsetzte. Thorbecke, Stuttgart 2000, ISBN 3-7995-9084-6.
- mit Roger Ledwin: Principles of Human Evolution. Blackwell Publishers, 2. Auflage 2004, ISBN 978-0-63204704-8.

## Belege
1. 1 2   Foley, Prof. Robert Andrew. In: Who's Who 2015. A & C Black, November 2014. Stand vom 18. März 2015, doi:10.1093/ww/9780199540884.013.U45911.
2. ↑   Interview with Professor Robert Foley vom 21. Dezember 2021 auf YouTube, zuletzt abgerufen am 19. Juli 2022.
3. ↑  Cambridge anthropologists are increasingly looking at human evolution not just as a path through the remote past, but also as a way to explore humanity today. (Memento vom 11. März 2012 im Internet Archive).
4. ↑  Fellows of the British Academy: Professor Robert Foley FBA. Zuletzt abgerufen am 19. Juli 2022.
5. ↑  Robert Foley: "Off-Site Archaeology and Human Adaptations in Eastern Africa. An Analysis of Regional Artefact Density in the Amboseli, Southern Kenya." Cambridge Monographs in African Archaeology, Band 3, 1981 (=BAR. International Series 97). doi:10.30861/9780860541141.
6. ↑  Robert Foley und Clive Gamble: The ecology of social transitions in human evolution. In: Philosophical Transaction of the Royal Society B. Band 364, Nr. 1533, 2009, S. 3267–3279, doi:10.1098/rstb.2009.0136.
7. ↑  Robert Foley: Speciation, extinction and climatic change in hominid evolution. In: Journal of Human Evolution. Band 26, Nr. 4, 1994, S. 275–289, doi:10.1006/jhev.1994.1017.
8. ↑   Robert Foley: Adaptive radiations and dispersals in hominin evolutionary ecology. In: Evolutionary Anthropology. Band 11, Nr. S1, 2002, S. 32–37, doi:10.1002/evan.10051.
9. ↑  Marta Mirazón Lahr und Robert Foley: Multiple dispersals and modern human origins. In: Evolutionary Anthropology. Band 3, Nr. 2, 1994, S. 48–60, doi:10.1002/evan.1360030206.
10. ↑   Marta Mirazón Lahr und Robert A. Foley: Towards a theory of modern human origins: Geography, demography, and diversity in recent human evolution. In: American Journal of Physical Anthropolgy. Band 107, Nr. S27, 1999, S. 137–176, doi:10.1002/(SICI)1096-8644(1998)107:27+<137::AID-AJPA6>3.0.CO;2-Q (= Supplement: Yearbook of Physical Anthropology 1998).
11. ↑   Robert A. Foley und Marta Mirazón Lahr: Beyond “out of Africa”: reassessing the origins of Homo sapiens. In: Journal of Human Evolution. Band 22, Nr. 6, 1992, S. 523–529, doi: 10.1016/0047-2484(92)90085-N.
12. ↑  Marta Mirazón Lahr et al.: Inter-group violence among early Holocene hunter-gatherers of West Turkana, Kenya. In: Nature. Band 529, 2016, S. 394–398, doi:10.1038/nature16477.
13. ↑  Gillian Ragsdale und Robert A. Foley: Epigenetics and the Evolution of Human Social Cognition. In: Laura Desirèe Di Paolo, Fabio Di Vincenzo, Francesca De Petrillo: Evolution of Primate Social Cognition. Springer, 2018, S. 163–179, ISBN 978-3-319-93775-5.
14. ↑   Marta Mirazón Lahr und Robert A. Foley: Variable Cognition in the Evolution of Homo: Biology and Behaviour in the African Middle Stone Age. In: James Cole et al. (Hrsg.): Landscapes of Human Evolution. Contributions in honour of John Gowlett. Archaeopress, 2020, S. 125–141, ISBN 978-1-78969-379-9, doi:10.2307/j.ctvx5w983.12, Volltext.

| Personendaten    | Personendaten                                               |
| ---------------- | ----------------------------------------------------------- |
| NAME             | Foley, Robert                                               |
| ALTERNATIVNAMEN  | Foley, Robert A.; Foley, Robert Andrew (vollständiger Name) |
| KURZBESCHREIBUNG | britischer Archäologe und Paläoanthropologe                 |
| GEBURTSDATUM     | 18. März 1953                                               |
| GEBURTSORT       | Sussex, England                                             |